# Arnstein Arneberg

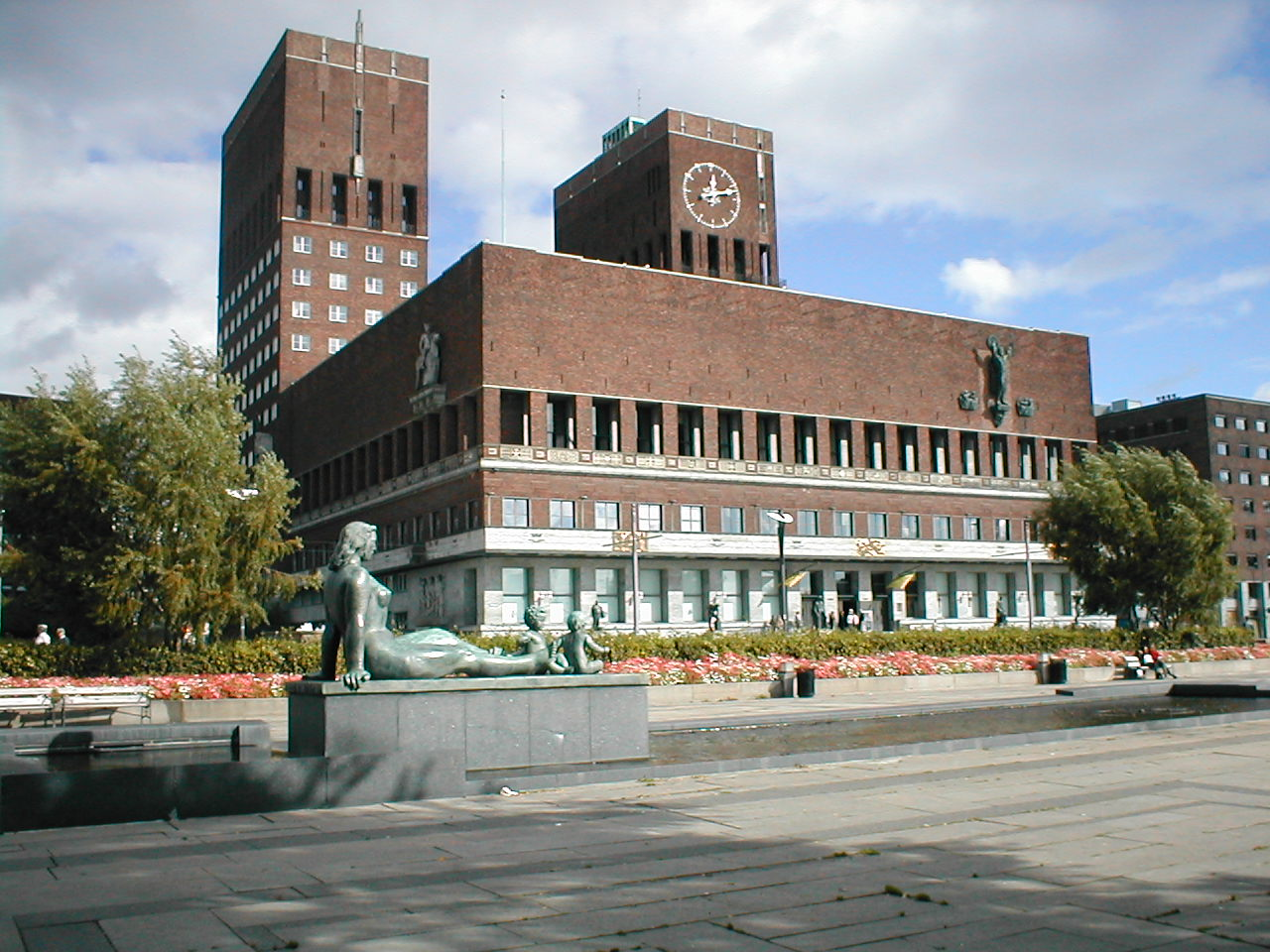
Hôtel de ville d'Oslo.

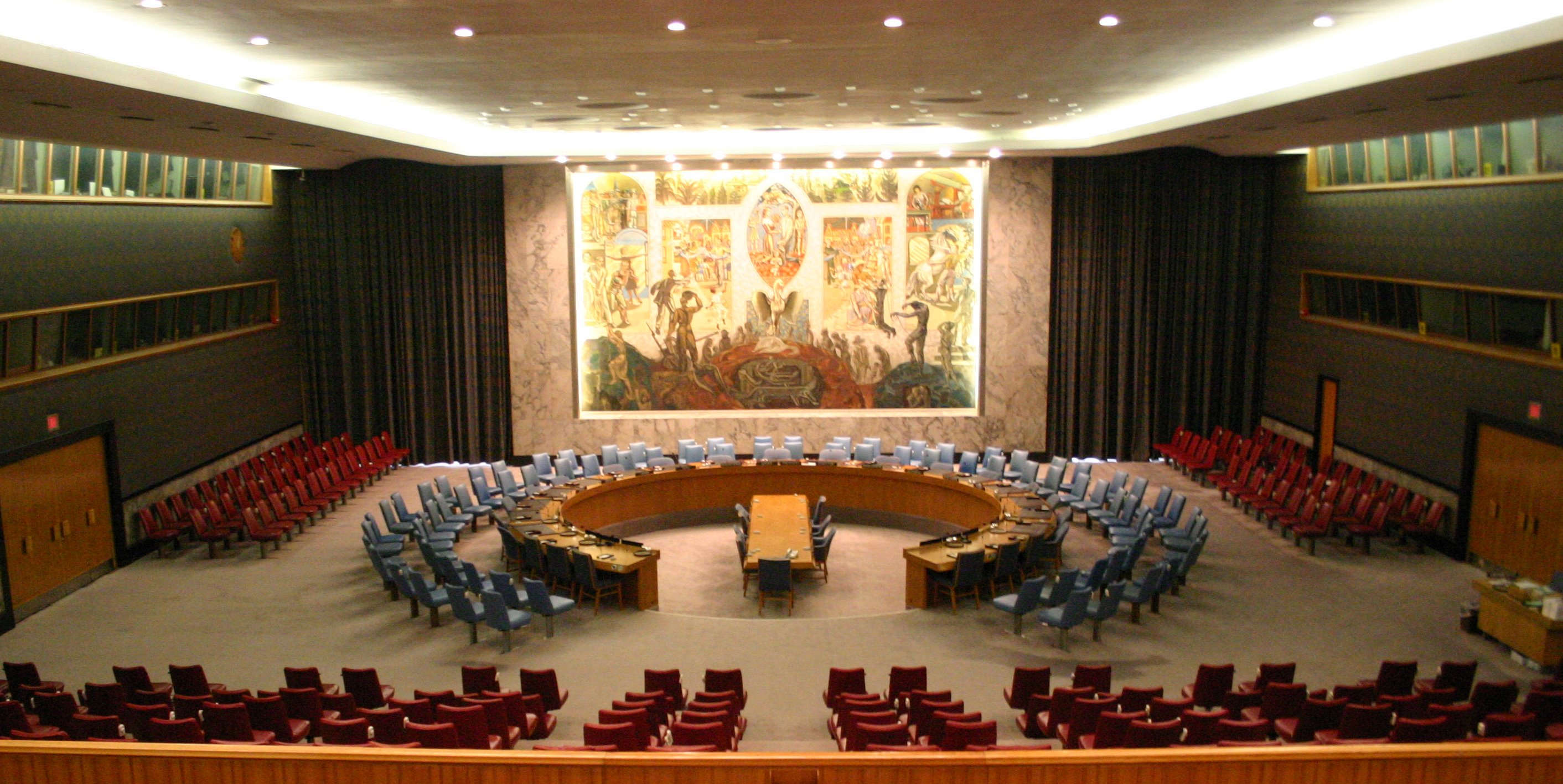
Intérieur du Conseil de sécurité des Nations unies.

Arnstein Rynning Arneberg, né le 6 juillet 1882 à Fredrikshald (aujourd'hui Halden) et mort le 9 juin 1961, est un architecte norvégien considéré comme l'un des plus influents du pays à son époque.
Il est notamment connu pour la création de l'hôtel de ville d'Oslo avec Magnus Poulsson, de l'intérieur du Conseil de sécurité des Nations unies, de Skaugum (partiellement), du musée des navires vikings d'Oslo et la rénovation et reconstruction de la citadelle d'Akershus.